# Região hidrográfica do Atlântico Nordeste Oriental

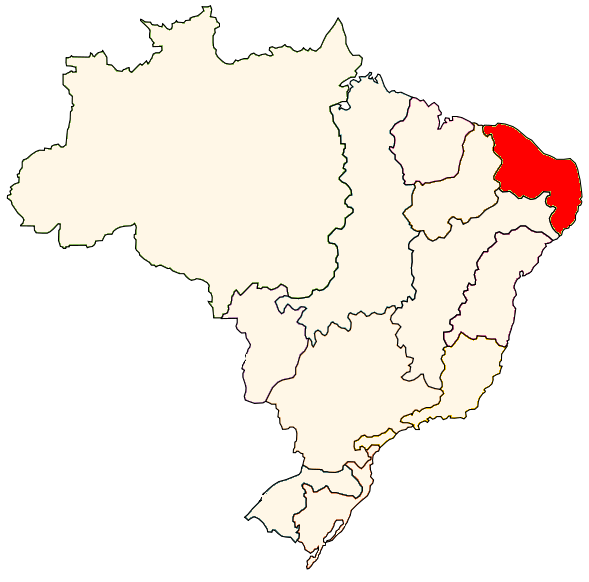
Em vermelho, a Área de abrangência das bacias da região hidrográfica do Atlântico Nordeste Oriental

A Região Hidrográfica do Atlântico Nordeste Oriental é uma das doze regiões hidrográficas do Brasil e sua abrangência abarca todas as bacias que estão entre a foz do São Francisco e a do Parnaíba. Três de suas quatro maiores bacias nascem no planalto da Borborema: Piranhas–Açu (Borborema Paraibana Ocidental), Taperoá–Paraíba (Borborema Paraibana Oriental) e Beberibe–Capibaribe (Borborema Meridional ou Pernambucana). Duas dessas bacias são orientais e uma setentrional. A concentração se dá porque o auge do planalto Atlântico além franciscano se dá entre PB e PE e muitas bacias do oeste de PE são drenadas para o sistema do São Francisco. Apesar de Pernambuco ser menos antigo e desgastado que a Paraíba, seus rios fluem mais para o sistema franciscano o que explica por que a Paraíba tem mais bacias próprias e mais representantes na lista. Isso acaba se refletindo até no padrão demográfico sendo o estado pernambucano mais concentrado a leste.
O mais longo rio e bacia dessa região hidrográfica dentre os que desaguam na costa norte é o Jaguaribe, que tem suas nascentes nos platôs da serra do Araripe, divisa entre Ceará e Pernambuco, e deságua no litoral cearense após percorrer 633 km numa bacia que cobre 72.043 km². Já a maior bacia da Costa Norte menos ocidental é o Açú e da costa leste o Paraíba do Norte. Outras bacias notáveis da costa leste são Mamanguape, Potengi, Curimatau, Guaju, Miriri, Paraíba do Meio (estado alagoano), etc. Na costa norte também se destacam o Apodi, Acaraú e Ceará.